# Gestippeld drijfhorentje
Het gestippeld drijfhorentje (Rissoa lilacina) is een slakkensoort uit de familie van de drijfhorens (Rissoidae). De wetenschappelijke naam van de soort werd in 1843 voor het eerst geldig gepubliceerd door César A. Récluz.